# Bruno Gouveia
Bruno Castro Gouveia (Ituiutaba, 18 de novembro de 1966) é um cantor brasileiro, mais conhecido como vocalista da banda Biquini, formada em 1985.

## Biografia
Filho de Ana Maria Barreto de Castro, jornalista carioca, e Marildo Assunção Gouveia, médico anestesista mineiro, Bruno Castro Gouveia nasceu em Ituiutaba, Minas Gerais, na manhã de 18 de novembro de 1966. Quando se formou, Marildo Gouveia foi trabalhar em Ituiutaba, que na época não tinha profissionais capacitados na área. O cantor é primo da atriz Regina Casé e de Ricardo Barreto (ex-Blitz).

## Vida pessoal

### Acidente aéreo
No dia 17 de junho de 2011, enquanto a banda estava em turnê nos Estados Unidos, Bruno perdeu seu filho Gabriel, aos dois anos de idade, vítima de um acidente de helicóptero em Porto Seguro. Também morreram sua ex-esposa Fernanda Kfouri, que era repórter, sua irmã Jordana, seu filho Luca, a babá das crianças Norma Batista de Assunção, o piloto e empresário Marcelo Matoso de Almeida dono do risort, e a namorada do filho do governador Sérgio Cabral, Mariana Noleto. Marco Antônio Cabral não embarcou pois pegaria o voo seguinte. Chovia muito na hora do acidente e o helicóptero sem controle caiu no mar matando quase todos a bordo. Seu filho morreu na hora, Fernanda chegou a ser socorrida, mas não resistiu. Ao saber do fato, o Biquini voltou às pressas para o Brasil e durante o velório, Bruno foi amparado pelos outros membros da banda.

### Relacionamentos
Atualmente, Bruno está casado com Izabela Brant e com ela teve dois filhos, Letícia e Leonardo.

## Discografia

### Com Biquini
- Cidades em Torrente (1986)
- A Era da Incerteza (1987)
- Zé (1989)
- Descivilização (1991)
- Agora (1994)
- biquini.com.br (1998)
- Escuta Aqui (2000)
- 80 (2001)
- Biquini Cavadão ao Vivo (2005)
- Só Quem Sonha Acordado Vê o Sol Nascer (2007)
- Sucessos Regravados 1985-2007 (2007)
- 80 Vol. 2 ao Vivo no Circo Voador (2008)
- Roda Gigante (2013)
- Me Leve Sem Destino (2014)
- As Voltas Que o Mundo Dá (2017)
- Ilustre Guerreiro (2018)

### Participações como cantor convidado
- "Janaína" - Old Chevy (2020)[7]
- Vários artistas - CD Rise Up - The Colors of Peace na faixa "Separation and Hope" com Cristelo Duo (2013)
- Menina do Céu - CD Festa No Céu nas faixas "Viver em Paz" e "Vento Ventania" (2013)
- Mafalda Morfina - CD Carrossel Estático na faixa "Poderosa Imperfeição" (2013)
- Eskimo - CD Felicidade Interna Bruta na faixa "Canção Para Os Amigos" (2011)
- Cheiro de Amor - CD Cheiro de Amor Acústico na faixa "Janaína" (2008)
- Mr. Gyn - CD/DVD Eletroacústico 10 Anos na faixa "Sonhando" (2007)
- Vários artistas - CD Eu Quero Cantar na faixa "Eu Quero Que Me Queiram" (2004)
- Merlin - CD Ho! Mia Kor! na faixa "Aferoj Por Gardi" (2000)
- Zumbi do Mato - CD Pesadelo na Discoteca nas faixas "Toco, Calendário 1999" e "A Grande Surda" (2000)
- Fábio Jr. - CD Contador de Estrelas na faixa "O Menino" (1999)
- Cia Escambo - CD Casamento? na faixa "Blues Mendigo" (1995)
- Idade Mídia - CD Idade Mídia na faixa "A Culpa" (1993)
- Leoni - CD Leoni na faixa "O Fim de Tudo" (1993)
- Théo Werneck - CD Computadores Eletrizantes na faixa "Computadores Eletrizantes" (1992)
- Uns E Outros - CD Uns e Outros na faixa "O Seu Herói" (1989)

### Participações como produtor
- Festa no Céu - Menina do Céu - produção vocal (2013)
- Uns e Outros ao Vivo - Uns e Outros - produção vocal na faixa "Pra Esquecer de Você" (2013)
- Roda-Gigante - Biquini Cavadão - produção da faixa "Outra" (2012)
- Cancões de Amor e Morte - Uns e Outros - produção vocal (2006)
- Rokin'Days - Cd com vários artistas interpretando clássicos do rock (2006)
- Rock Meu Amor - Penelope (2004)
- Superfantástico (Quando Eu Era Pequeno) - Cd com vários artistas interpretando músicas infantis (2002)

### Participações como coautor de canções fora do Biquíni Cavadão
- "É Verdade esse ‘bilete" - Old Chevy e Leo Jaime (2021)[8]
- Menina do Céu - Festa No Céu na faixa "Viver em Paz" (2013)
- Uns e Outros - Canções de Amor e Morte na faixa "Depois do Temporal" (2006)
- Uns e Outros - A Terceira Onda na faixa "A Pena Implacável" (1991)
- Uns e Outros - Uns e Outros na faixa "O Seu Herói" (1989)
- Paquitas - Paquitas 2 como versionista da faixa "Alguém Para Amar" (Tous Les Garçons et Filles) (1988)